# Katedralen i Mexico City
Katedralen i Mexico City (officiellt namn på spanska: Catedral Metropolitana de la Asunción de la Santísima Virgen María a los cielos, 'Heligaste jungfru Marias himmelsfärds metropolitanska katedral') är säte för Mexikos katolska ärkestift. Det är anlagt ovanpå det tidigare aztekiska tempelområdet vid Stora templet, på norra sidan av Plaza de la Constitución (Zócalo) i centrala Mexico City.

## Historia
Katedralen byggdes i omgångar mellan åren 1573 och 1813, runt den ursprungliga kristna kyrka som restes kort efter (1525) spanjorernas erövring av Tenochtitlán. Slutligen kom katedralen att helt ersätta den tidigare kyrkan. Den spanske arkitekten Claudio de Arciniega planerade bygget efter att låtit sig inspireras av gotiska katedraler i Spanien.
På grund av den långa byggnadstiden kom en mängd olika arkitekter, målare, skulptörer, dekoratörer och hantverkare i vicekungadömet Nya Spanien att vara inblandade i byggandet av kyrkan. Därigenom blev katedralen också präglad av bland annat gotik, barock, neoklassicism och andra arkitektoniska stilar. Bygget av katedralen var en samlande kraft i staden genom samarbetet mellan olika kyrkliga auktoriteter, myndigheter och sociala grupper i samhället.
Flera viktiga historiska händelser är förknippade med byggnaden. Det inkluderar kröningen av Agustín de Iturbide och Ana María Huarte som kejsare av det självständiga Mexiko liksom begravningen av ett antal hjältar från det mexikanska frihetskriget. Kyrkan har också varit inblandad i flera politiska strider i landet, inklusive den om separationen mellan stat och kyrka samt stängningen av katedralen under Cristero-upproret. Katedralen var också scen för firanden under 200-årsjubileet av Mexikos självständighet.
Genom historien har katedralen i Mexico City vid flera tillfällen blivit skadad. 17 januari 1967 förstörde en brand en stor del av byggnadens interiör; vid det efterföljande restaureringsarbetet upptäcktes ett antal viktiga dokument och konstverk som varit gömda eller okända.
Trots en solid husgrund (lagd mellan åren 1573 och 1615), har det faktum att kyrkan byggts på mjuk lera (i anslutning till sjön Texcoco) hotat byggnadens stabilitet. En allt lägre grundvattenyta och olika sänkningar i gatunivåerna ledde till restaureringsarbeten under 1990-talet, vilket avhjälpt de akuta problemen.

## Utformning
Mexico Citys katedral vetter mot söder. Den är cirka 55 meter bred, 110 meter lång och 67 meter hög (till torntinnarnas topp). I kyrkan finns två klocktorn, en central kupol samt tre huvudportaler. Den har fyra fasader med portaler flankerade av kolonner och statyer. I kyrkans fem skepp finns 51 separata valv, 74 valvbågar och 40 kolonner. De två klocktornen har sammanlagt 25 kyrkklockor (18 i det östra och sju i det västra klocktornet). Största klockan är den 13 ton tunga Santa María de Guadalupe. Intill katedralen finns tabernaklet, inklusive ett dopkapell och registreringsavdelning för nya församlingsmedlemmar.
Katedralen har vidare fem rikligt utsmyckade altare, en sakristia, en kör samt körläktare. 14 av katedralens 16 olika kapell hålls öppna för allmänheten. Varje enskilt kapell är tillägnat ett eller flera helgon, och vart och ett av dem bekostades ursprungligen av ett religiöst sällskap. I varje kapell finns (minst) ett altare.
I katedralen finns två av Amerikas största orglar från 1700-talet. Under katedralens golv rymmer dess krypta kvarlevorna av ett stort antal tidigare ärkebiskopar. Byggnaden har cirka 150 fönster.

## Galleri

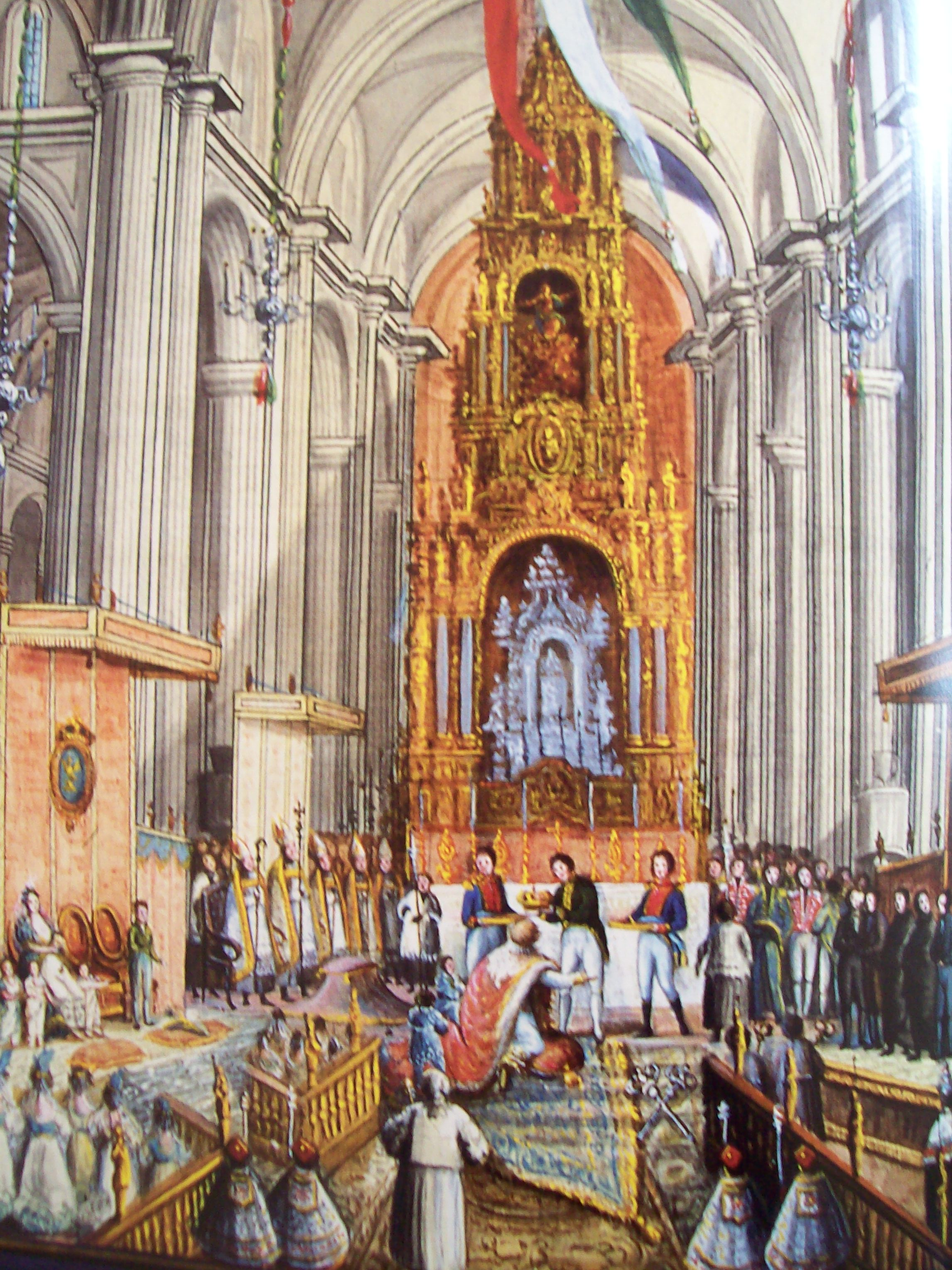
Kejsarkröningen av Iturbide i katedralen 1822.
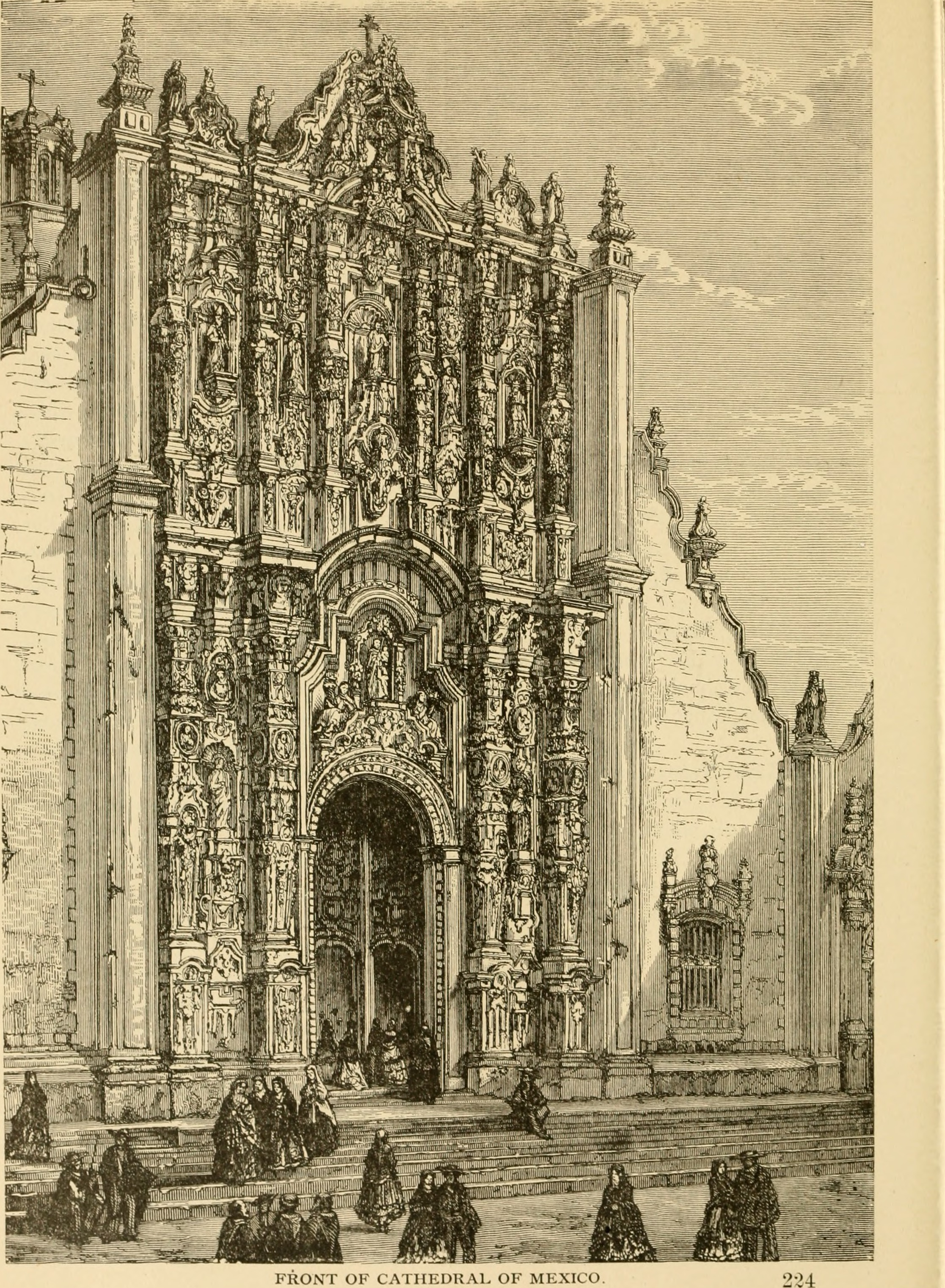
Tabernaklets utsmyckade fasad (1882).
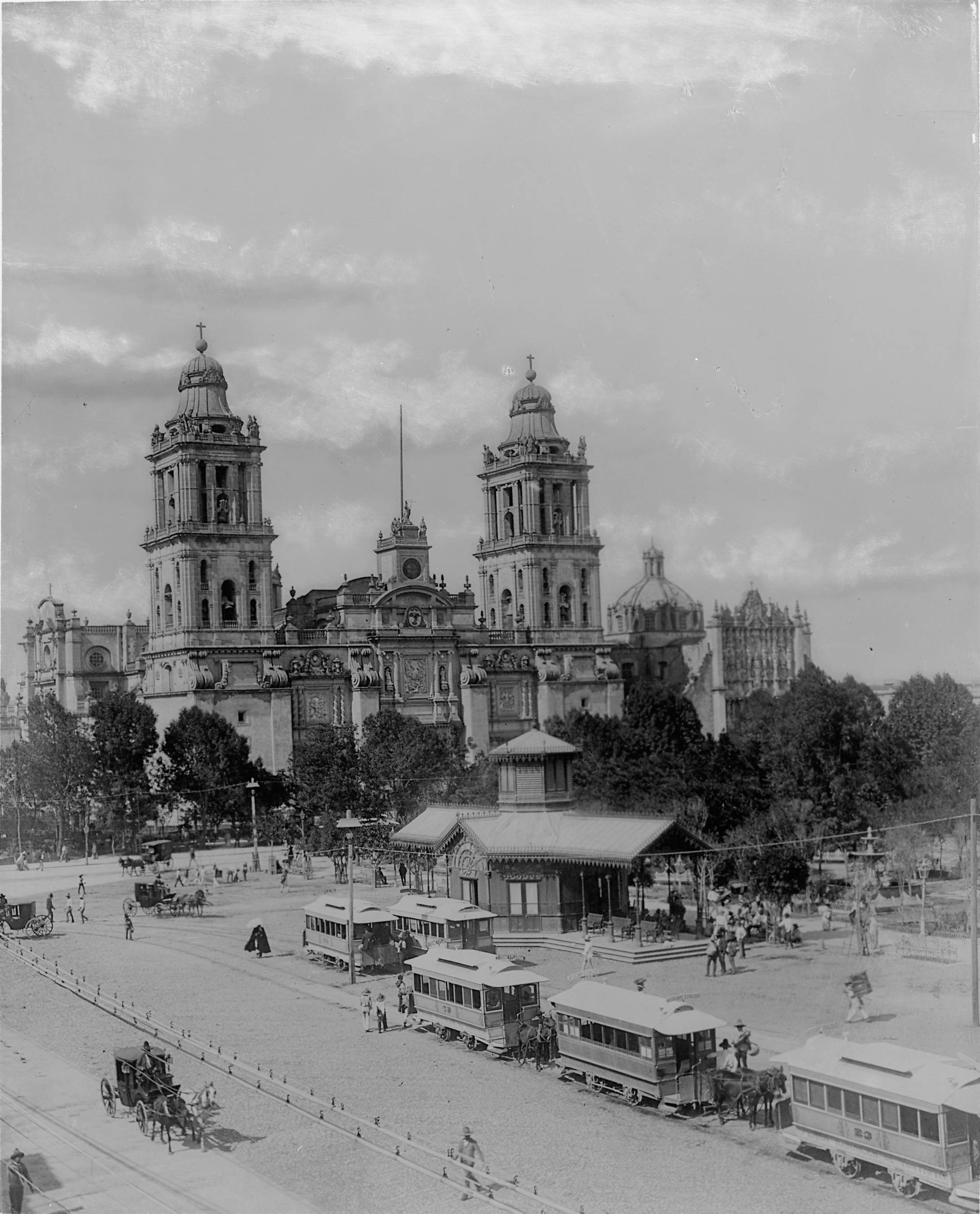
Huvudfasaden mot Zócalo strax efter förra sekelskiftet.
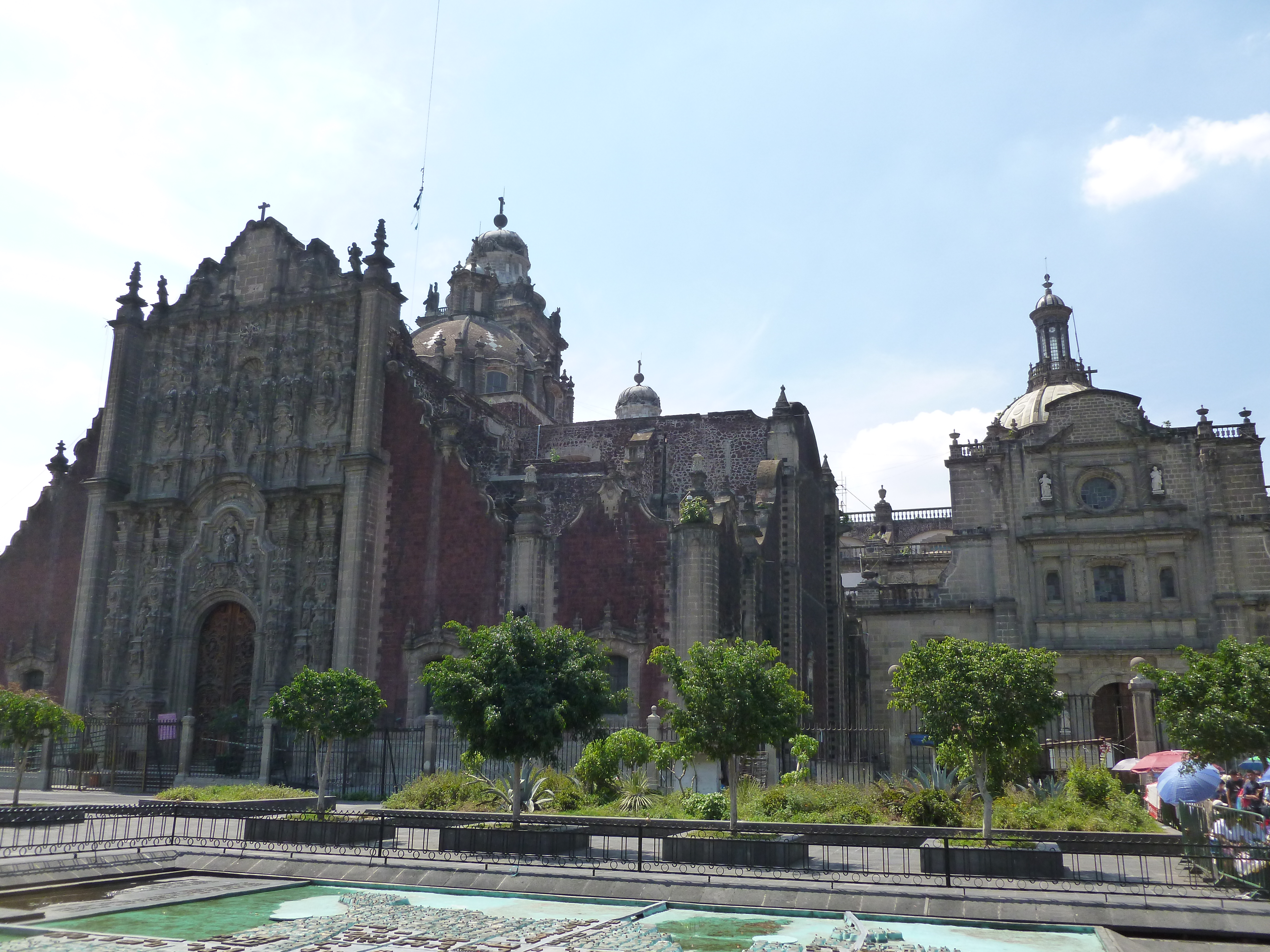
Katedralens baksida.
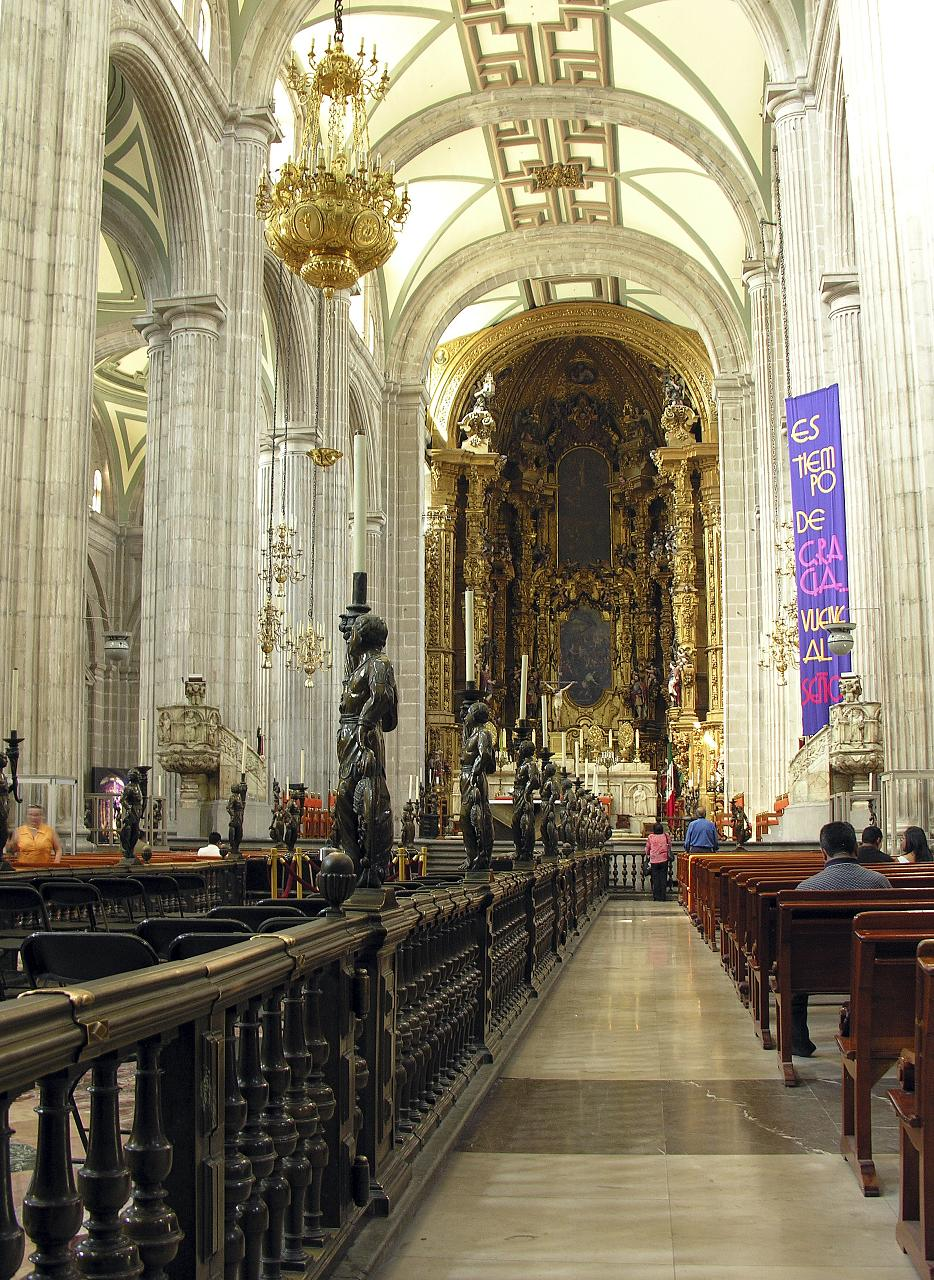
Ett av katedralens skepp.
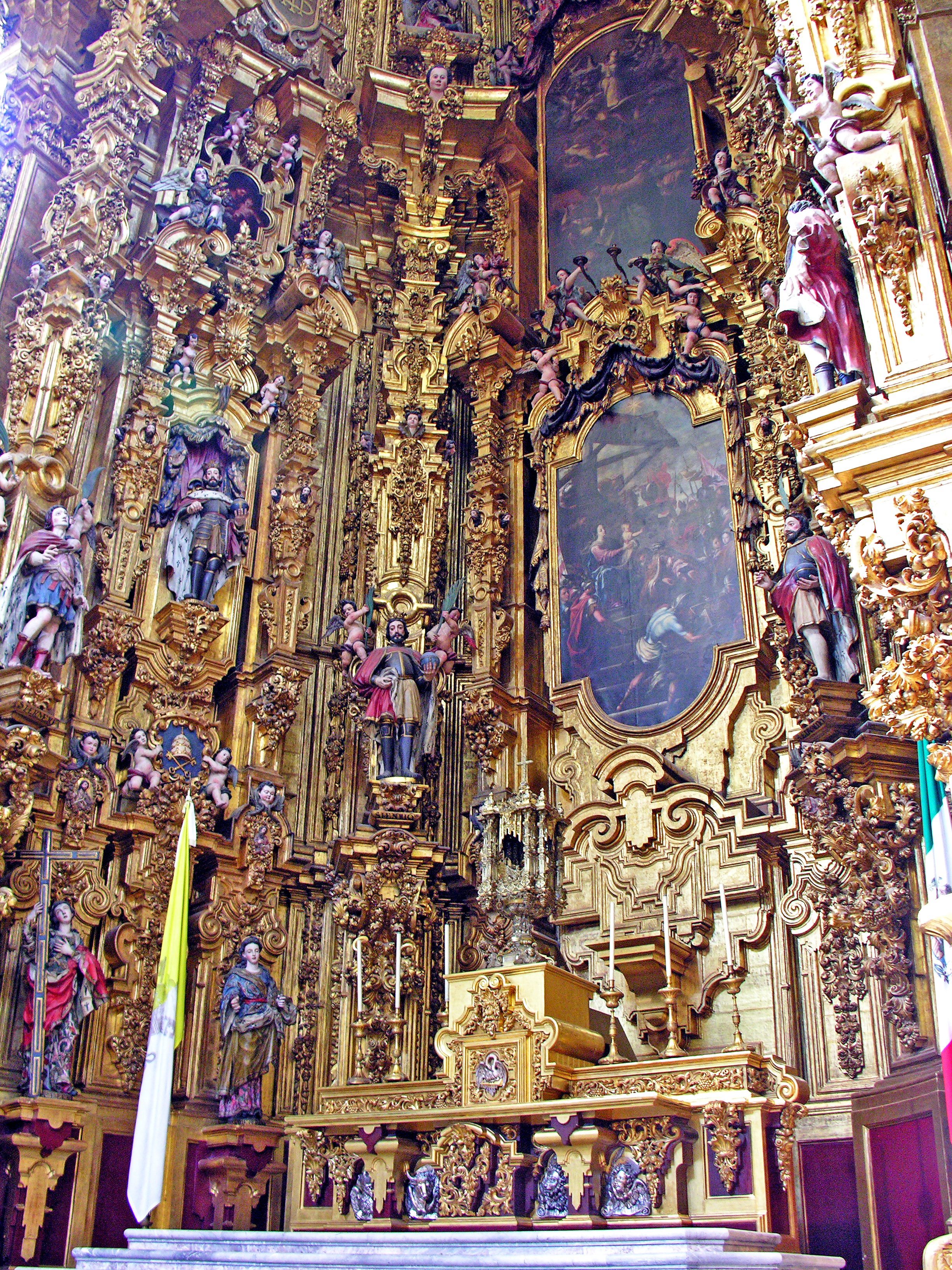
Ett av katedralens överdådigt utsmyckade kor och altare.